# Álvaro Acítores Montero
Álvaro Acítores Montero   (Palència) és un estudiant i matemàtic espanyol i participant de l'Olimpíada Internacional de Matemàtiques.
Álvaro va estudiar al Col·legi Blanca de Castella de Palència. Va guanyar la medalla de bronze a la XXVII Olimpíada Nacional de Matemàtiques a Santander. El 2020, Acitores va guanyar una medalla d'or a l'Olimpíada Matemàtica Espanyola, la primera a la província de Palència. En 2020 estudiava al Centre de Formació Interdisciplinària Superior.